# Palestine (film, 1912)
Pour les articles homonymes, voir Palestine.
Pour plus de détails, voir Fiche technique et Distribution.
Palestine est un documentaire américain sorti en 1912, réalisé par Sidney Olcott, et tourné en Palestine durant le printemps 1912.

## Fiche technique
- Réalisation : Sidney Olcott
- Scénario :
- Production : Kalem
- Directeur de la photo : George K. Hollister
- Décors :
- Longueur :
- Date de sortie :
- Distribution :